# Helle Meri
Helle Meri (* 14. März 1949 in Rapla, Estnische SSR, Sowjetunion als Helle Pihlak; † 8. November 2024) war eine estnische Schauspielerin und Witwe von Lennart Meri. Von 1992 bis 2001 war sie First Lady Estlands.

## Leben und Wirken
Helle Meri (geb. Pihlak) wurde 1949 in der Kleinstadt Rapla geboren, wo sie auch zur Schule ging. In ihrer Freizeit betätigte sie sich früh mit verschiedenen Sportarten und spielte unter anderem Basketball. Nach der Sekundarschule studierte sie an der Estnischen Musikakademie. Bevor sie als First Lady fungierte, spielte sie von 1972 bis 1992 im Estnischen Dramatheater, während Lennart Meri vor seiner neunjährigen Präsidentschaft estnischer Botschafter in Finnland war.
Im Theater hatte die Estin Rollen in zahlreichen klassischen Stücken, darunter die Stücke estnischer Dramatiker wie August Kitzberg, Anton Hansen Tammsaare, Jaan Kross und Jaan Kruusvall sowie viele andere. Sie hatte auch Rollen in Musicals, in Kinderstücken und im Film. 1985 bekam sie mit ihrem Lebensgefährten ihr erstes und einziges Kind namens Tulle Meri (* 1985). Das Paar heiratete 1992. Im selben Jahr beendete Meri ihre Schauspielkarriere. Vor ihrer Ehe mit Lennart Meri war sie mit dem Schauspieler Jaak Tamleht und dem Komponisten Eino Tamberg liiert. Helle Meri war die Schirmherrin des estnischen SOS-Kinderdorfs in Keila sowie ab 2014 Mitglied des Aufsichtsrats des Estnischen Dramatheaters.